# Iphiclides feisthamelii
Iphiclides feisthamelii (denumit tradițional fluturele coadă de sabie sudic) este un fluture răspândit în Spania, Portugalia, Maroc, Algeria și Tunisia. 

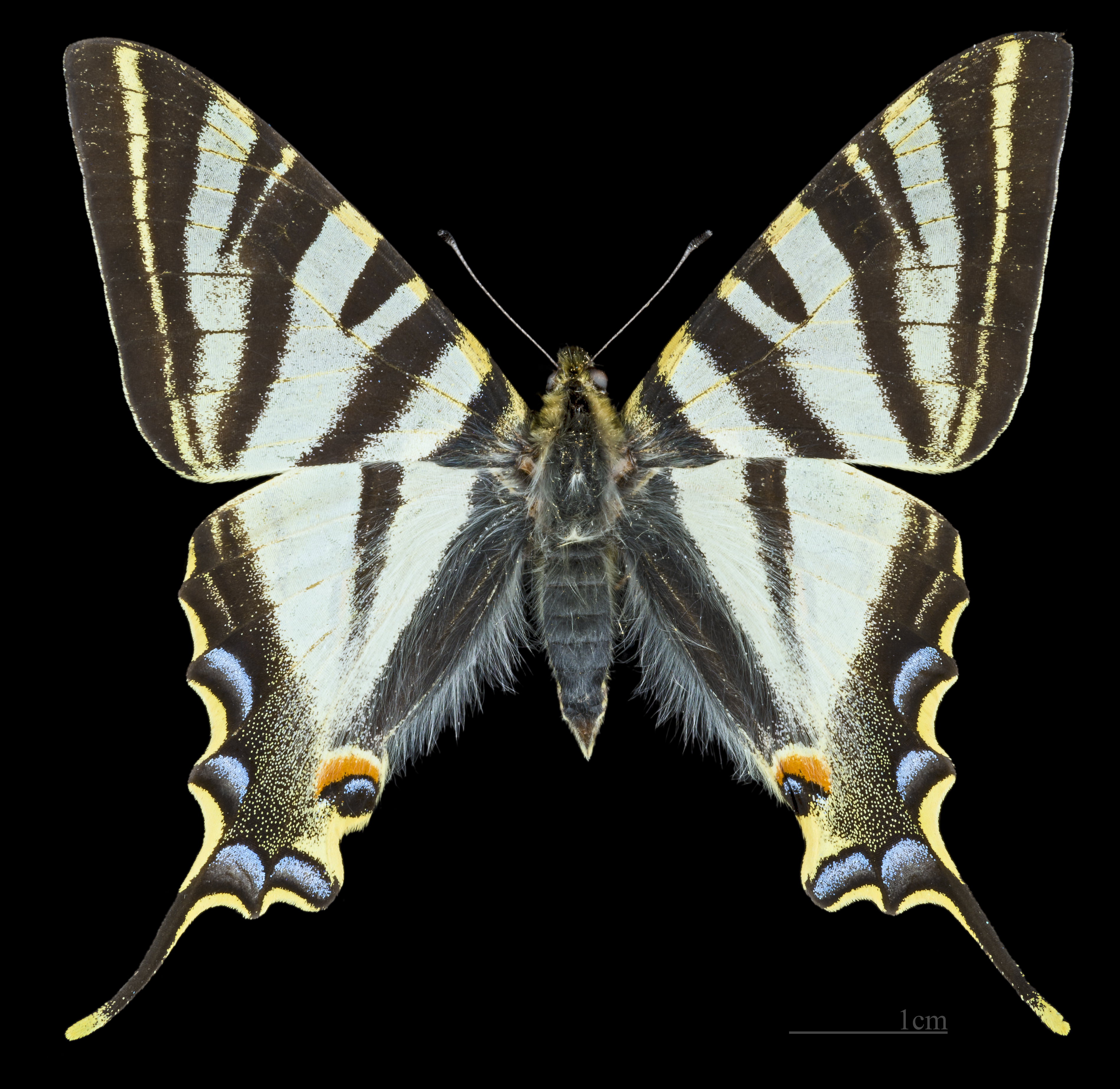
♂
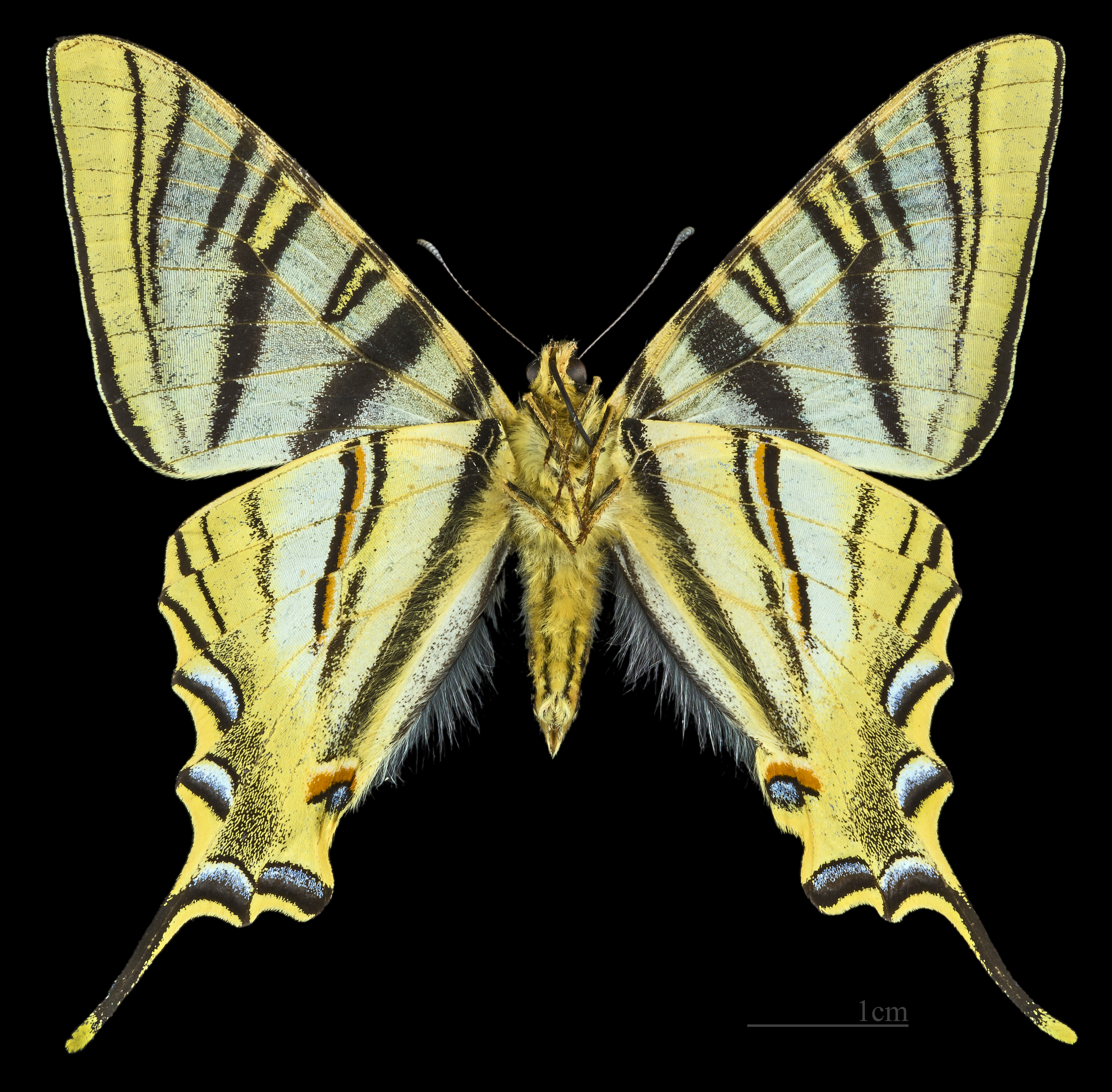
♂ △
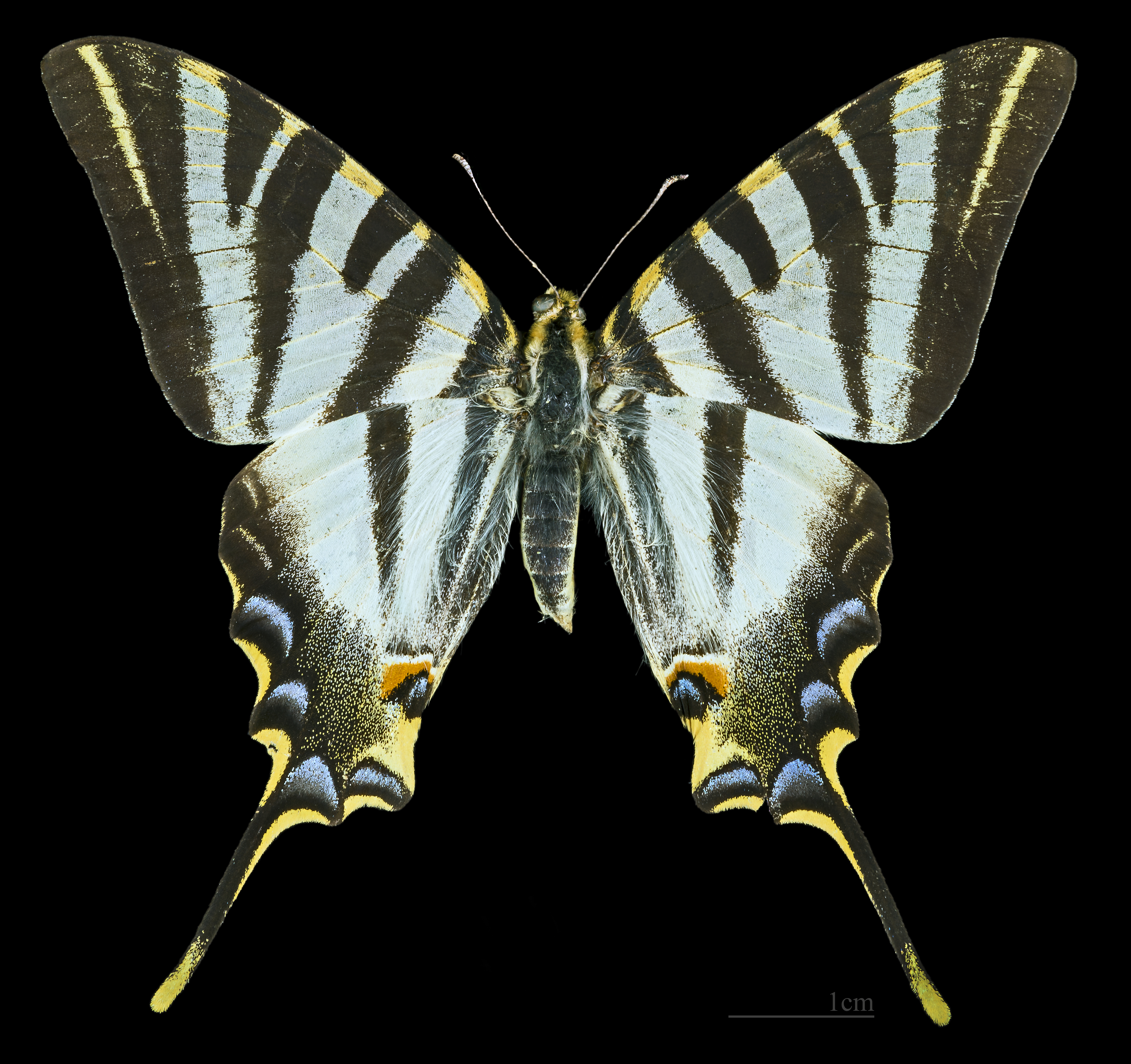
♀
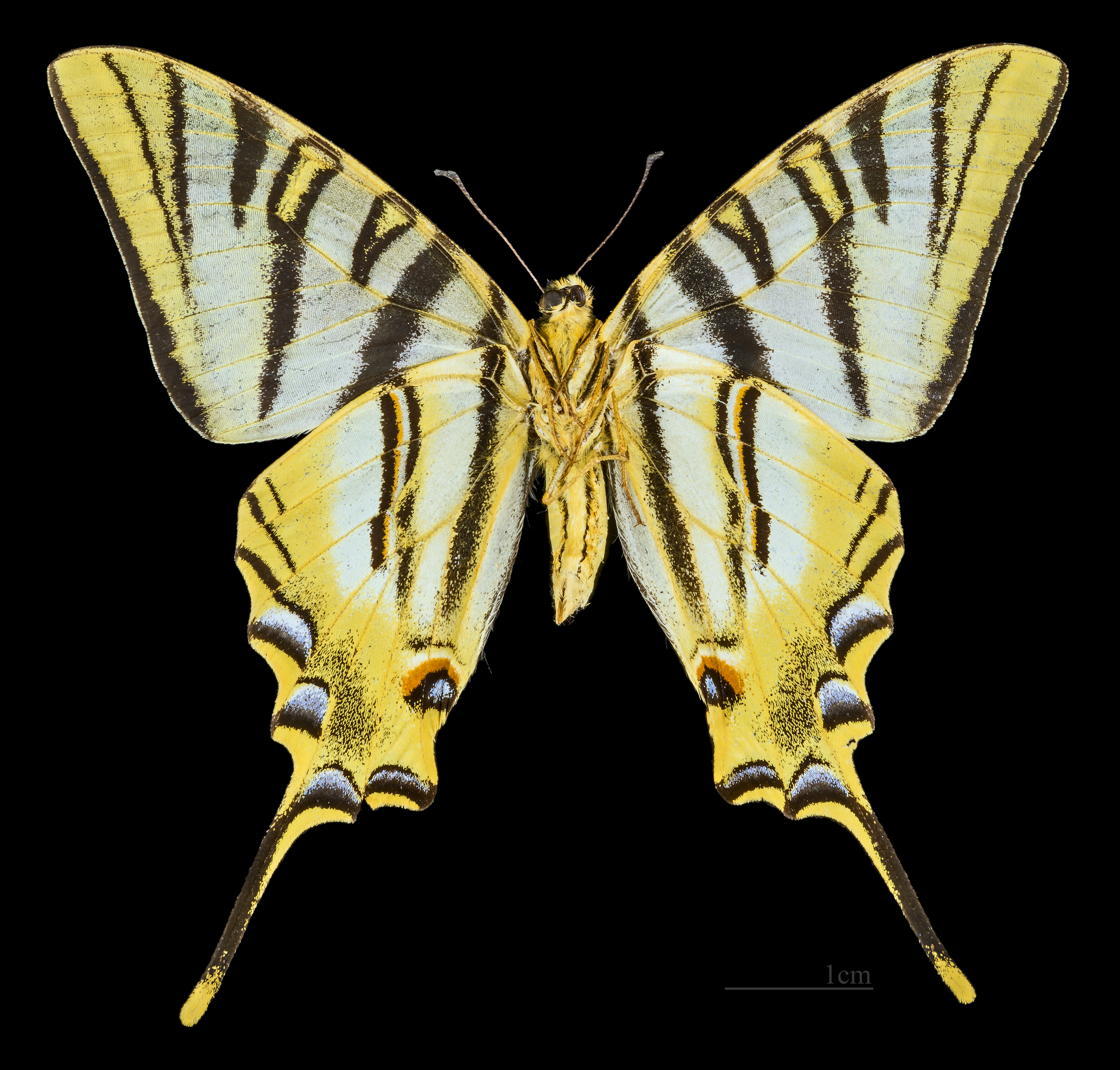
♀ △

Larvele se hrănesc cu următoarele specii de plante: Prunus amygdalus, P. persica, P. insitia, P. longpipes, Pyrus communis, Malus domesticus și Crataegus oxyacantha.